# Jörgen Weibull (historiker)
 For alternative betydninger, se Jörgen Weibull. (Se også artikler, som begynder med Jörgen Weibull)
Jörgen Weibull (født 25. april 1924, død 8. september 1998) var en svensk historiker, der var søn af historikeren Curt Weibull.
Weibull voksede op i Göteborg, hvor faderen var professor, men tog sin uddannelse som historiker ved Lunds Universitet, hvor han studerede under Sture Bolin, der i 1938 havde overtaget Lauritz Weibulls, Jørgen Weibulls farbrors, professorat.
Den unge Weibull behandlede i sin licentiatafhandling, Tionden i Skåne under senare delen av 1600-talet (trykt 1952), tiendens placering i skattesystemet i Skåne. I 1957 blev han doktor på disputatsen Carl Johan och Norge 1810–1814: Unionsplanerna och deras förverkligande, hvor han påviste stærke modsætninger mellem Karl 14. Johan og hans svenske rådgivere i spørgsmålet om den svensk-norske union.
1957 var også året, hvor Jørgen Weibull blev docent ved Lunds Universitet. Ti år senere, i 1967, blev han professor i moderne historie ved Aarhus Universitet. 1973 blev han rektor ved det netop vedtagne Aalborg Universitetscenter (senere Aalborg Universitet), hvor han spillede en stor rolle i etableringen af den nye uddannelsesinstitution. 1976 blev Jørgen Weibull efterfulgt, som rektor på Aalborg Universitetscenter (senere Aalborg Universitet) af tidligere adjungeret professor Sven Caspersen. 1977 vendte Jörgen Weibull tilbage til Göteborg, hvor han overtog Erik Lönnroths professorat, som Lönnroth i sin tid havde overtaget fra Curt Weibull. I 1990 gik han på pension.

## Forfatterskab

### På internettet
- "Kronprins Gustaf inför unionsupplösningen 1905" (Scandia Vol 26, Nr 2 (1960); s. 167-229) (Webside ikke længere tilgængelig)
- "Metodiska problem i modern histona" (Scandia Vol 35, Nr 1 (1969); s. 1-20) (Webside ikke længere tilgængelig)

## Ekstern henvisning
- Nekrolog (Webside ikke længere tilgængelig) af Carl-Axel Gemzell i Historisk Tidsskrift 99:2 (1999), s. 499-503